# Paratropis seminermis
Espèce
Paratropis seminermis est une espèce d'araignées mygalomorphes de la famille des Paratropididae.

## Distribution
Cette espèce est endémique de l'État de Falcón au Venezuela,. Elle se rencontre vers Santa Ana.

## Description
La femelle holotype mesure 12,3 mm.

## Systématique et taxinomie
Cette espèce a été décrite par Caporiacco en 1955.

## Publication originale
- Caporiacco, 1955 : « Estudios sobre los aracnidos de Venezuela. 2a parte: Araneae. » Acta Biologica Venezuelana, vol. 1, no 16, p. 265-448.